# 于瑟伦堡
于瑟伦堡（法語：Husseren-les-Châteaux，发音：[ysəʁən.le.ʃato]；德语：Häusern）是法国上莱茵省的一个市镇，属于科尔马-里博维莱区（Colmar-Ribeauvillé）和温策奈姆县（Wintzenheim）。该市镇总面积1.2平方公里，2009年时的人口为512人。

## 人口
于瑟伦堡人口变化图示